# Besnoerka
Besnoerka (Bulgaars: Беснурка) is een spookdorp in Bulgarije. Het dorp is gelegen in de gemeente Tsjernootsjene, oblast Kardzjali. Het dorp ligt 17 km ten noorden van Kardzjali en 189 km ten zuidoosten van de hoofdstad Sofia.

## Bevolking
In de eerste volkstelling van 1934 registreerde het dorp 29 inwoners. Dit aantal groeide tot een hoogtepunt van 54 personen in 1946. Vanaf dat moment nam het inwonersaantal drastisch af. In 1956 telde het dorp 25 inwoners, terwijl dit halveerde naar 11 personen in 1965. In 1985 woonden er officieel 5 mensen in het dorp. Van 1992 tot 2008 woonden er 3 mensen in het dorp. De laatste inwoners werd op 31 december 2010 geregistreerd. Per december 2011 is het dorp definitief ontvolkt.
Bakalite - Barza Reka - Bedrovo - Bezvodno - Beli Vir - Besnoerka - Bozjoertsi - Borovsko - Bosilitsa - Bostantsi - Daskalovo - Draganovo - Doesjka - Djadovsko - Jabaltsjeni - Javorovo - Jontsjovo - Gabrovo -  Kablesjkovo - Kanjak - Komoeniga - Kopitnik - Koetsovo - Ljaskovo - Minzoechar - Moerga - Nebeska - Notsjevo - Novi Pazar - Novoselisjte - Panitsjkovo - Patitsa - Ptsjelarovo - Petelovo - Prjaporets - Roesalina - Sokolite - Srednevo - Sredska - Strazjnitsa - Svobodinovo - Tsjerna Niva - Tsjernootsjene - Vazel - Versko - Vodatsk - Vojnovo - Vozjdovo - Zjeleznik - Zjenda - Zjitnitsa